# Sigismund 2. August af Polen
Sigismund 2. August af Polen (polsk: Zygmunt II August, russisk: Żygimont II Awgust, litauisk: Žygimantas II Augustas, tysk: Sigismund II. August) (født 1. august 1520 , død 7. juli 1572) var fra 1548 konge af Polen og Storfyrste af Litauen frem til hans død i 1572. Han var den eneste søn af konge Sigismund 1. af Polen og dronning Bona Sforza. Han var gift tre gange, men fik aldrig børn og var derved den sidste mandlige arving af Jogailas-dynastiet i Polen og Litauen.
Gennem Lublinunionen i 1569 forenede han Kongeriget Polen med Storfyrstendømmet Litauen til den polsk-litauiske realunion og indførte hermed valgsystemet af valgkonger af Polen. Ved valgmonarkiets indførelse håbede han at styrke sin dynasti, da han ikke havde nogen arvinger eller brødre, der kunne arve tronen i den strikse, udelukkende mandligt arvelige monarki i Polen. Hans søstre regnedes ikke for tronarvinger.
Sigismund August var en dygtig statsmand, der styrkede den kongelige statskasse, indgik værdifulde politiske alliancer og med snilde undgik krige, så hele landet blev mere velhavende og fredsfyldt. Under ham blev den polsk-litauenske realunion et af Europas største stater, med forskellige etniske grupper, da han indlemmede tyske og preussiske byer sammen med litauenske fyrstedømmer samt polske, russiske og ukrainske landsdele.
Selvom Sigismund var overbevist katolik, der nægtede at blive protestantisk reformeret selv, ville han ikke tvinge nogen af hans undersåtter til at skifte religion og ville ikke kaste landet ud i væbnet religionskrig. Derfor huskes han for sin religiøse tolerance og citeres i Polen af historikere for udsagnet "Jeg er ikke konge af Jeres samvittighed." Hans kone Barbara kom fra kalvinistslægten Radziwill, hvilket også førte til modstand og religiøs konflikt med den katolske polske adel.
Sigismund August oplevede stort pres til at få børn, men forblev barnløs. Hans første ægteskab var politisk forening med den østrigske kejserslægt. Ærkeprinsesse Elizabeth, datter af kejser Ferdinand I, var også hans grandkusine, men led af epilepsi og døde efter 2 års ægteskab. Han blev hemmelig gift med hans anden kone, Barbara fra den mægtige litauenske slægt Radziwill, hvilket var mod hans forældres vilje og imod stridende adelslægter i Polen og Europa. Barbara døde hurtigt, kun 5 måneder efter hun blev kronet officielt som hans dronning, hvilket skabte meget mistænksomhed og teorier om, at hun blev forgiftet af enten polske adel eller af hendes svigermor, dronning Bona Sforza. Han indgik tredje ægteskab med den østrigske ærkeprinsesse Catharine, søster til hans første kone Elizabeth, men fik heller ingen børn med hende. Han var efter sigende så desperat at formere sig, at han endda forsøgte at få børn udenfor ægteskabet med polske adelskvinder Barbara Gizanka og Anna Zajaczkowska, men var heller ikke i stand til at befrugte dem. Den polske sejm var efter sigende villig til at acceptere og legitimere enhver søn fra ethvert forhold, han måtte få, men forgæves. Sigismund forsøgte at få paven i Rom til at annullere ægteskabet pga. barneløsheden, men konens habsburgske kejserfamilie modsatte sig skilsmissen. Konen døde i 1572 og han døde kort efter hende.
Efter hans død fulgte en kort, kaotisk "interrex" periode, der endte, når hans søster, Anna Jagiellonica, blev som Jogailas-slægtens arving formelt udnævnt af adelen som konge af Polen og storfyrste af Litauen, og derefter dronning af Polen, da hun blev gift og hendes gemaler nu kunne være valgkonger af Polen og Litauen.
Hans søstre fra farens 2 ægteskaber var følgende prinsesser og dronninger:
- Jadwiga Jagellonica
- Isabella Jagellonica
- Anna Jagellonica (1523–1596) (Polens konge-dronning)
- Sofia Jagellonica
- Katarina Jagellonica